# Pedro Sánchez de Viana
Pedro Sánchez de Viana (Viana de Cega, ca. 1545 – España, 3 de abril de 1619), médico, humanista y traductor español del Siglo de Oro.

## Biografía
Según Narciso Alonso Cortés nació en Viana de Cega, obispado de Palencia y en la provincia de Valladolid, en cuya Universidad obtuvo el grado de bachiller en medicina en 1564, el de licenciado en 1583 y el de doctor en 1591. Vecino de Valladolid, trabajó allí como médico. Se le deben traducciones del latín y del toscano. Según la Biblioteca de traductores p. 233 de Marcelino Menéndez Pelayo, en sus mocedades anduvo en la casa y servicio de Hernando de Vega, presidente del Consejo de Indias, a quien dedicó su obra más famosa, la versión directa desde el latín de Publio Ovidio Nasón, Las transformaciones (Valladolid, 1589). Nos descubre además que hay en la Biblioteca Nacional un manuscrito con su traducción en verso y comentario erudito del De consolatione Philosophia de Boecio; sin embargo, no sabía que también había traducido de Mateo Boyardo, Varias poesías (Madrid, 1591).
La obra de Ovidio lleva varios sonetos preliminares: dos de López Maldonado, uno de Antonio de Baeza, tres del licenciado Martínez Polo y cuatro de Marcos Dorantes. La versión de Sánchez de Viana, en tercetos los pasajes narrativos y descriptivos y en octavas reales los diálogos y parlamentos, es doblemente valiosa también por los apéndices de que se rodea: un prólogo "Sobre la dignidad, origen y antigüedad de la poesía", una "Vida de Publio Ovidio Nasón, sacada de sus mismos libros", un índice onomástico y un voluminoso y eruditísimo comentario final, tan extenso como la propia obra traducida, que de hecho lleva título aparte, con todo un repertorio mitológico que además incluye informaciones de todo tipo que toman como pretexto de enseñanza el texto: Anotaciones sobre los quinze libros de las Transformaciones de Ovidio. Con la Mithología de las Fábulas y otras cosas. Menéndez Pelayo cree incluso que la burla de la erudición que contiene el prólogo al Quijote de 1605 alude en concreto a este comentario. El hispanista decimonónico George Ticknor la tuvo por una de las mejores traducciones del Siglo de Oro. Marcelino Menéndez Pelayo no lo desmiente: «Es generalmente fiel y ajustada al texto de Ovidio, salvo tal cual descuido en la inteligencia del sentido. Entendía Viana al poeta de Sulmona, cuyo espíritu en parte reproduce y en parte no menor deslíe y echa a perder con excesivas amplificaciones. El mayor defecto de esta versión es la flojedad y el desaliño, harto frecuentes y lamentables, en la versificación. Aun así me parece superior a la de Jorge de Bustamante (atribuida por algunos a Luis Hurtado, que jamás pensó en traducir a Ovidio), hecha en prosa, y a las de Pérez Sigler y Felipe Mey (muy notable, si bien incompleta la segunda), hechas en verso. No la creo inferior a la italiana de Anguillara, harto celebrada en otros tiempos y hoy muy decaída de su antigua estimación. Y nada diré de las francesas anteriores a Viana, pues no conozco ninguna capaz de ponerse en parangón con la suya». 

## Obras
- Trad. y comentarios de Las Transformaciones de Ovidio: Traduzidas del verso Latino en tercetos y octavas rimas, Por el licenciado Viana En lengva vulgar Castellana. Con el Comento y explicaciones de las Fábulas: reduziéndolas a Philosophía natural y moral y Astrología e Historia. Dirigido lo uno y lo otro a Hernando de Vega Cotes y Fonseca, Presidente del Consejo de las Indias. Valladolid: por Diego Fernández de Córdova, impressor del Rey nuestro Señor, 1589.
- Trad. de Mateo Boyardo, Varias poesías (Madrid, 1591).
- Trad. en verso de De consolatione Philosophia de Boecio, manuscrita, y Anotaciones sobre los libros de la consolación natural del Santo Boecio por el Dr. Pedro Sainz de Viana... también manuscrita.